# Politica Țărilor de Jos
Țările de Jos este o monarhie constituțională din anul 1815, după ce între 1581 și 1806 au fost o republică (țara a fost ocupată de Franța între 1806 și 1815).
După 1980, Țările de Jos este reprezentat de regina Beatrix, succesoarea reginei Juliana. Teoretic, regina numește membrii guvernului. Practic, o dată cunoscute rezultatele alegerilor parlamentare, se formează guvernul de coaliție (această etapă poate dura câteva luni), urmând ca acesta să fie recunoscut de regină.
Parlamentul este compus din două camere. Membrii celei de-a doua camere (Tweede Kamer) sunt aleși prin vot direct o dată la patru ani. Senatul, prima cameră (Eerste Kamer), are o importanță mai mică. Reprezentanții acesteia sunt aleși indirect de către parlamentele provinciale (care la rândul lor sunt alese direct de asemenea o dată la patru ani). Cele două camere formează adunarea Stărilor Generale (Staten Generaal). 
Partide politici cele mai mari sunt VVD, PvdA, PVV, și CDA.